# Broarna Runt
Broarna Runt är ett motionslopp  som anordnas i Skellefteå under sju vårkvällar varje år sedan 1965. Bakom loppet står Skellefteå AIK. Bakom grundandet stod organisatören och eldsjälen Kjell-Göran Marklund som också varit delaktiga i utvecklingen av Skellefteå AIK:s friidrottsskola  och Midnight Marathon. Loppet är fem kilometer, med start och mål på Nordanå.

## Deltagande
Från start och 25 år framåt var det "få men duktiga löpare och orienterare som sprang". Senare har loppet fått allt fler deltagare. År 1977 passerades 100-talet deltagare för första gången i en delomgång. Under 1980-talets motionsvåg blev loppet mer populärt och deltagarna inkluderade då även andra än aktiva idrottsutövare. År 1984 sattes ett rekord när 956 löpare deltog under en delomgång. I och med att löpning fick minskat intresse under 1990-talet minskade även deltagandet i loppen. I början av 2000-talet genomfördes vissa reformer i syfte att popularisera Broarna Runt. Exempelvis infördes löpning utan tidtagning, lotteri och drop-in för gångare. Resultatet blev att allt fler antalet deltagare ökade fram till 2015.
Kjell-Göran Marklund beskrev 2010 att det var ungefär 500 deltagare och att "De allra flesta är flitiga motionärer som springer. Många deltar alla sju gångerna och försöker förbättra sin tid från vecka till vecka".